# Нитрат диспрозия(III)
Нитрат диспрозия(III) — неорганическое соединение, 
соль диспрозия и азотной кислоты с формулой Dy(NO3)3,
желтоватые кристаллы,
растворяется в воде,
образует кристаллогидрат.

## Получение
- Безводную соль получают действием оксида азота(IV) на оксид диспрозия(III):

{\displaystyle {\mathsf {2Dy_{2}O_{3}+9N_{2}O_{4}\ {\xrightarrow {150^{o}C}}\ 4Dy(NO_{3})_{3}+6NO}}}
- Действие оксида азота(IV) на металлический диспрозий:

{\displaystyle {\mathsf {Dy+3N_{2}O_{4}\ {\xrightarrow {200^{o}C}}\ Dy(NO_{3})_{3}+3NO}}}

## Физические свойства
Нитрат диспрозия(III) образует желтоватые кристаллы.
Образует кристаллогидрат состава Dy(NO3)3 · 5H2O, который плавиться в собственной кристаллизационной воде при 88,6 °С.
Растворяется в воде и этаноле.